# Каду
Каду Рибейро Дурвал (на португалски: Kadu Ribeiro Durval) е бразилски футболист, който играе на поста централен защитник.

## Кариера
На 23 май 2022 г. Каду подписва с Крисиума. Прави дебюта си на 18 юни при загубата с 0:1 като домакин на Бруске.

### Локомотив София
На 29 август бразилецът е обявен за ново попълнение на софийския Локомотив. Дебютира на 7 октомври при загубата с 3:2 като гост на Хебър.